# Cor Wals
Cornelis Dirk "Cor" Wals, (La Haia, 26 de febrer de 1911 - Veldhoven, 5 d'abril de 1994) fou un ciclista neerlandès, que va destacar en les curses de sis dies en què va aconseguir set victòries. Va competir professionalment entre 1932 i 1941.
Durant la Segona Guerra Mundial es va unir a les Waffen-SS i servir al Front Oriental. Un cop acabat el conflicte, va ser empresonat i va ser alliberat el 1952.

## Palmarès
- 1933
  - 1r als Sis dies d'Amsterdam (amb Jan Pijnenburg)
- 1934
  - 1r als Sis dies d'Anvers (amb Jan Pijnenburg)
  - 1r als Sis dies de Brussel·les (amb Jan Pijnenburg)
  - 1r als Sis dies de París (amb Jan Pijnenburg)
- 1936
  - 1r als Sis dies de Rotterdam (amb Jan Pijnenburg)
- 1937
  - 1r als Sis dies de París (amb Albert Billiet)
- 1938
  -  Campió dels Països Baixos de mig fons
  - 1r als Sis dies de Saint-Étienne (amb Marcel Guimbretiere)
- 1939
  -  Campió dels Països Baixos de mig fons
- 1941
  -  Campió dels Països Baixos de mig fons